# Gabriele Kaiser
 Gabriele Kaiser (* 2. April 1952 in Lambrecht (Pfalz)) ist eine deutsche Mathematikdidaktikerin und Hochschullehrerin.

## Leben und Werk
Kaiser studierte ab 1973 Mathematik und Gesellschaftslehre an der Universität Kassel und erwarb 1978 das erste Lehramts-Staatsexamen und nach dem Referendariat das zweite Staatsexamen. Von 1985 bis 1992 forschte sie als Mitarbeiterin bei Werner Blum und promovierte 1986 am Fachbereich Mathematik unter der Betreuung von Werner Blum und Arnold Kirsch mit der Dissertation: Anwendungen im Mathematikunterricht – Konzeptionen und Untersuchungen zur unterrichtlichen Realisierung. Von 1992 bis 1995 führte sie eine international vergleichende Studie zum Mathematikunterricht in England und Deutschland durch, mit der sie sich 1997 an der Universität Kassel habilitierte. Von 1996 bis 1998 war sie Gastprofessorin an der Universität Potsdam. Seit 1998 lehrte sie als Professorin an der Universität Hamburg für Erziehungswissenschaft unter besonderer Berücksichtigung der Didaktik der Mathematik. Zu ihren Forschungsgebieten gehören mathematische Modellierung im Mathematikunterricht, Mathematiklernen im Kontext sprachlich-kultureller Diversität, international-vergleichende Studien zur Lehrerbildung und zur Lehrerprofessionalität. Von Oktober 2010 bis Oktober 2016 war sie Prodekanin für Forschung, Nachwuchsförderung und Internationalisierung der Fakultät für Erziehungswissenschaft. Seit 2017 ist sie Professorin am Institut für Lernwissenschaften und Lehrerbildung der Australian Catholic University. Seit 2005 ist sie Chefredakteurin des ZDM Mathematics Education (ehemals Zentralblatt für Didaktik der Mathematik). Im Juli 2019 wurde sie zur Präsidentin der dem ICMI angeschlossenen Studiengruppe „Internationale Gemeinschaft der Lehrer für mathematische Modellierung und Anwendungen“ (ICTMA) gewählt.

## Mitgliedschaften
- Gesellschaft für Didaktik der Mathematik (GDM)
- Deutsche Gesellschaft für Erziehungswissenschaft (DGFE)
- International Group for the Psychology of Mathematics Education (IGPME)
- Deutsche Mathematiker-Vereinigung (DMV)
- European Association for Research on Learning and Instruction (EARLI)
- Gesellschaft für Empirische Bildungsforschung (GEBF)